# Langlade
Langlade è un comune francese di 2 088 abitanti situato nel dipartimento del Gard, nella regione dell'Occitania.
A Langlade si svolgono molti dei fatti de L'apicoltore, ultimo libro della Trilogia dei colori, dell'autore Maxence Fermine.

## Società

### Evoluzione demografica
Abitanti censiti